# 浜松市細江地域自治センター
浜松市細江地域自治センター（はままつしほそえちいきしちセンター）は、かつて静岡県浜松市北区細江町にあった、浜松市北区の細江地区の住民や地域サービスのための行政機関。 
後継の浜松市細江協働センター（はままつしほそえきょうどうセンター）は、静岡県浜松市浜名区細江町の浜松市みをつくし文化センター内にある、浜松市浜名区の細江地区の行政機関。 

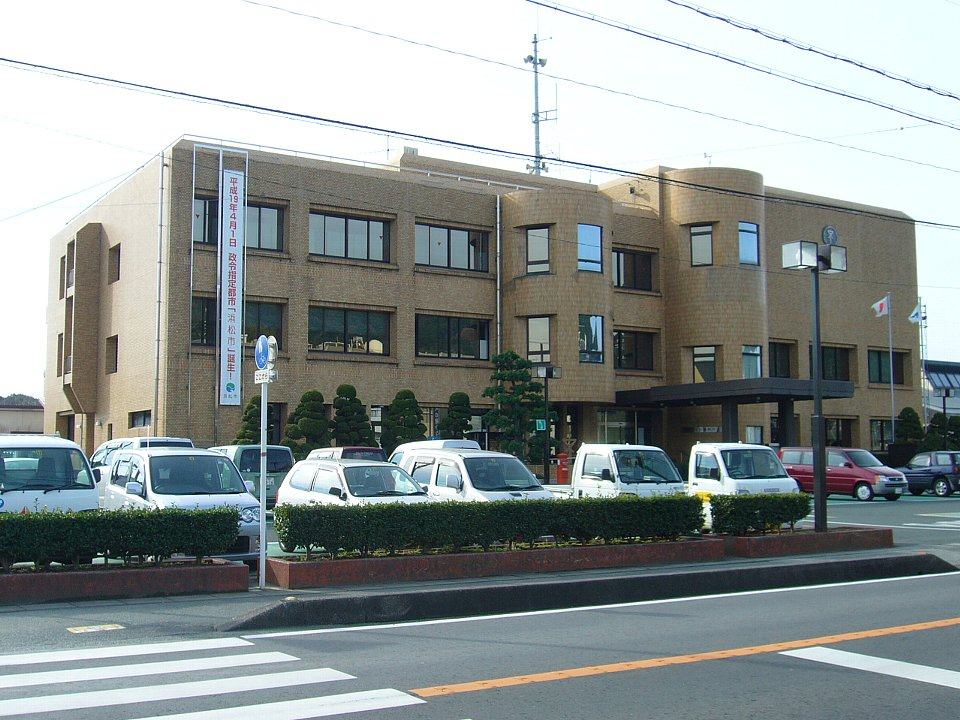
浜松市細江総合事務所（2006/11）

## 概要
- 2005年7月1日 - 浜松市が細江総合事務所を開設。本所は旧細江町の町役場庁舎。
- 2007年4月1日 - 浜松市が政令指定都市に移行。細江総合事務所本所の建物に北区役所が設置される。細江地区は北区の一部になる。旧細江総合事務所が行ってきた地域自治区関係や住民サービスを分掌する細江地域自治センターが、北区役所の一角に設置された。
- 2012年4月1日 - 地域自治区の廃止に伴い、細江協働センターに名称変更し、みをつくし文化センターに移転。一方、旧細江地域自治センターが担った地域の自治・振興に関する業務は北区協議会に移行した。

### 傘下の組織
- 細江多目的センター
- 地域振興課

## 交通
- 天竜浜名湖鉄道気賀駅
- 遠鉄バス